# Komunistická strana Spojených států amerických
Komunistická strana USA (anglicky Communist Party of the United States of America, CPUSA) je marxisticko-leninistická politická strana ve Spojených státech. Přibližně pro první polovinu 20. století to byla největší a nejvlivnější komunistická strana v zemi a měla tvůrčí úlohu v dělnických hnutích 20. až 40. let. V tomto období vedla a organizovala odbory a hájila práva Afroameričanů.
Strana se oddělila roku 1919 od tradičně sociálněděmokratické Socialistické strany, kdy Lenin pozval její levé křídlo do Třetí internacionály, což zapříčinilo rozkol ve straně a vznik právě CP USA. Strana se pak stala poslušným členem Kominterny a poslouchala rozkazy řízené z Moskvy. Ze strany tak byli vyloučeni roku 1928 trockisté následováni dalšími opozičními členy.
Členové této strany byli v padesátých letech 20. století stíháni a potlačováni v rámci tzv. mccarthismu.